# Conseil de l'oblast de Mykolaïv
8e
Le Conseil de l'oblast de Mykolaïv est une assemblée élue de l'oblast de Mykolaïv. Elle possède 64 membres. Elle ne possède pas d'initiative législative. La durée de chaque législature est de cinq ans.

## Composition
| Législature | Élection        | Composition | Composition                                                                               | Président                                    |
| ----------- | --------------- | ----------- | ----------------------------------------------------------------------------------------- | -------------------------------------------- |
| 7e          | 25 octobre 2015 |             | Composition : - OB (17) - BBP (15) - NK (10) - VOB (7) - UKROP (7) - KPU (4) - R (uk) (4) | Oleksandr Hanushchyn                         |
| 8e          | 25 octobre 2020 |             | Composition : - OP (18) - SN (16) - NK (10) - ES (8) - P (7) - ZM (en) (5)                | Hanna Zamazieeva Anton Tabunshchik (intérim) |